# Lint
Lint (nederländskt uttal: [lɪnt]) är en kommun i provinsen Antwerpen i regionen Flandern i Belgien. Kommunen har cirka 8 641 invånare (2020).